# Pavesi Racing
Pavesi Racing – były włoski zespół wyścigowy, startujący w latach 1986-1988, 1991 w Mistrzostwach Międzynarodowej Formuły 3000. Poza tym startował również w Europejskiej Formule 3
W pierwszym sezonie startów Pierluigi Martini odniósł dla zespołu trzy zwycięstwa. Uzbierane przez niego 36 punktów dało mu tytuł wicemistrza serii. Do dorobku zespołu Luis Pérez-Sala dodał 24,5 punktu (czwarte miejsce w klasyfikacji generalnej). Łącznie 60,5 punktu pozwoliło zespołowi pokonać wszystkie ekipy. Rok później jedynie Martini zdobywał punkty - osiem. Zespół został sklasyfikowany na dziewiątej pozycji w końcowej klasyfikacji zespołow. W kolejnych dwóch sezonach startów żaden z kierowców zespołu nie zdołał zdobyć punktów.